# Lac Antinouri
Le lac Antinouri est un lac situé dans le comté de Restigouche, au nord du Nouveau-Brunswick (Canada). Il est situé dans les Appalaches, à environ 180 mètres d'altitude. Il est inclus dans la Zone naturelle protégée des Gorges de la rivière Jacquet. Il a une superficie d'environ deux kilomètres carrés. Son émissaire est le ruisseau du lac Antinouri, qui se déverse ensuite dans la rivière Jacquet.
Il semble que le lac Antinouri est nommé ainsi en l'honneur de Anthony Ree, un chasseur originaire de Bathurst ; c'est peut-être l'arpenteur Michael Harley qui a donné ce nom en 1850.

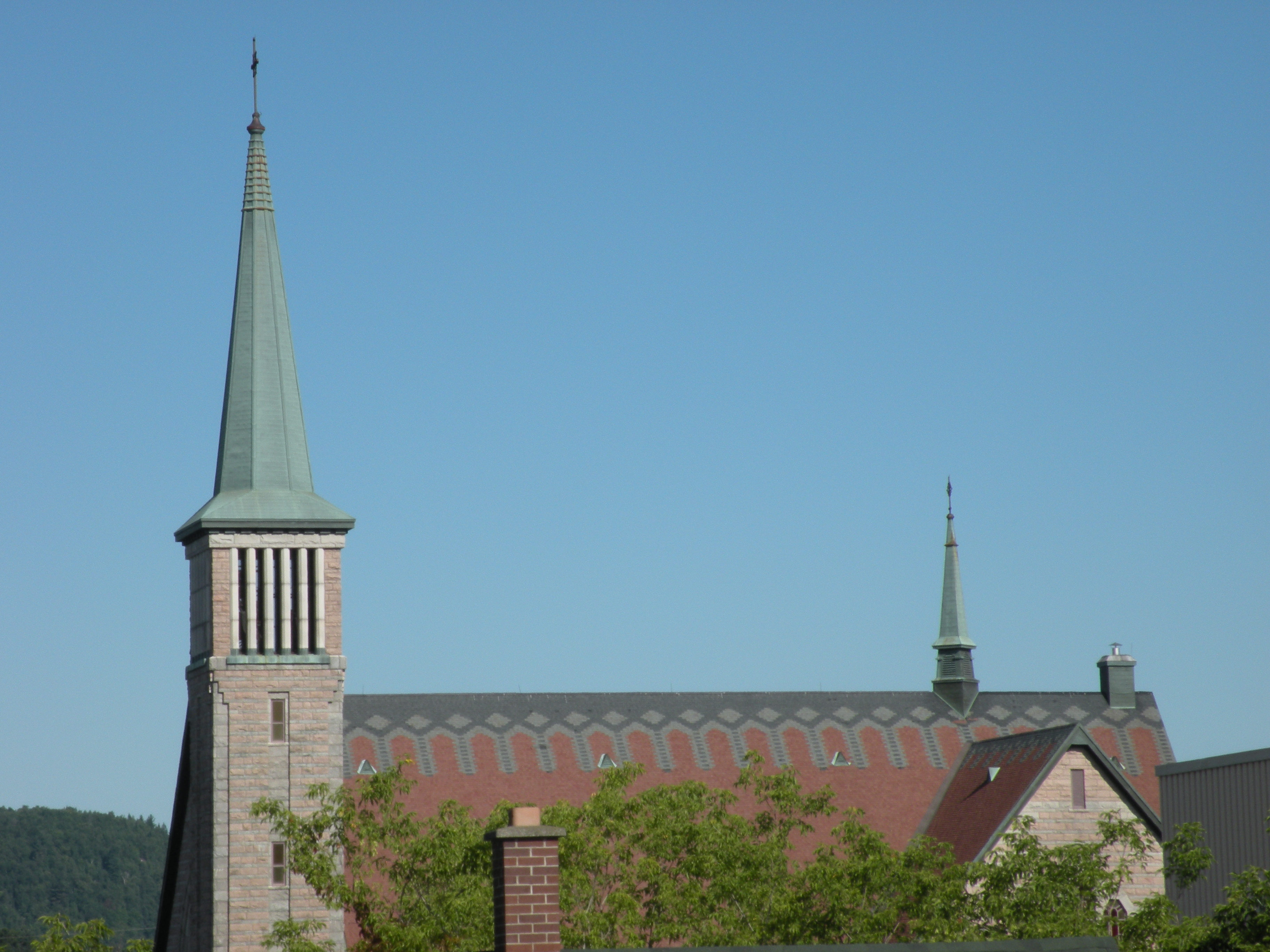
L'église Notre-Dame-des-Sept-Douleurs d'Edmundston, construite avec du granite du lac Antinouri.

Une carrière de granite est exploitée au lac Antinouri de 1950 à 1982; l'église Notre-Dame-des-Sept-Douleur d'Edmundston, entre autres, a été construite avec cette pierre.